# 达夫龙
达夫龙（法語：Davron，法語發音：[davʁɔ̃]）是法国伊夫林省的一个市镇，属于圣日耳曼昂莱区。

## 地理
达夫龙（48°51'56"N, 1°56'48"E）面积5.95 平方千米，位于法国法蘭西島大區伊夫林省，该省份为法国北部内陆省份，北起瓦兹河谷省，西接厄尔省，西南接厄尔-卢瓦省，东南接埃松省，东临上塞纳省。
与达夫龙接壤的市镇（或旧市镇、城区）包括：沙沃奈、克雷皮耶尔、弗什罗勒、蒂韦瓦勒-格里尼翁。

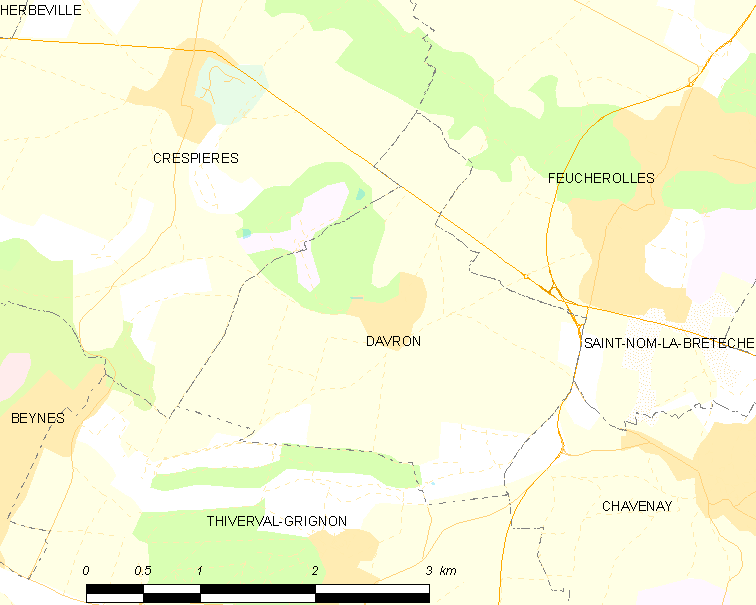
达夫龙的OSM定位图

达夫龙的时区为UTC+01:00、UTC+02:00（夏令时）。

## 行政
达夫龙的邮政编码为78810，INSEE市镇编码为78196。

## 政治
达夫龙所属的省级选区为塞纳河畔维尔讷伊县。

## 人口

1962-2008年间达夫龙人口变化图示

达夫龙于2022年1月1日时的人口数量为282人。